# Цагвли
Цагвли (груз. წაღვლი) — село в Грузии. Находится в Хашурском муниципалитете края Шида-Картли. Высота над уровнем моря составляет 880 метров. Население — 538 человек (2014).